# اورانگوتان ویتنامی
اورانگوتان ویتنامی (نام علمی: Pongo hooijeri) گونه ای از اورانگوتان منقرض شده از دوران پلیستوسن ویتنام است. به افتخار دیرینه‌شناس دیرک آلبرت هویجر نامگذاری شد. فسیل‌های این میمون در غار تام‌های پیدا شد. مشخص نیست که آیا پونگو هویجری واقعاً یک گونه متمایز یا صرفاً یک جمعیت ویتنامی از یکی از گونه‌های اورانگوتان فعلی است.

## پالئواکولوژی
اورانگوتان ویتنامی احتمالاً از نظر ظاهر، ترجیح زیستگاه و رفتار، شبیه اورانگوتان‌های مدرنی است که در جزیره سوماترا یافت می‌شوند و احتمالاً شباهت فیزیکی به اورانگوتان‌های تاپانولی شمال سوماترا دارد. اورانگوتان‌ها از جنگل‌های دیپتروکارپ دشتها و جنگلهای ثانویه قدیمی با بیشترین تراکم جمعیت در نزدیکی منابع آب شیرین زندگی می‌کردند. اورانگوتان‌های مدرن علیرغم سازگاری با موجودات درختی، تا حدودی نسبت به مراتع و جنگل‌ها تحمل نشان می‌دهند. این تحمل زیستگاه احتمالاً شباهتی به اورانگوتان‌های سرزمین اصلی در دوران پلیستوسن داشته‌است. شرایط آب و هوایی پلیستوسن با شرایط سردتر و خشک‌تر مشخص می‌شود که احتمالاً مساحت جنگل‌های انبوه در دسترس اورانگوتان ویتنامی و سایر ساکنان جنگل‌های بارانی را کاهش می‌دهد.
به نظر می‌رسد که اورانگوتان سرزمین اصلی با گونه‌های متعددی که امروزه در آسیای جنوب شرقی یافت می‌شوند یا در دوران هولوسن در این منطقه حضور داشتند، همزیستی داشته، زیرا شرایطِ منطقه در گذشته، مشابه امروز بوده و از یک اکوسیستم غنی بیولوژیکیِ مشابه پشتیبانی می‌کرده‌است. اورانگوتان‌های سرزمین اصلی آسیای جنوب شرقی ممکن بوه جنگل‌های خود را با تاپیر غول پیکر، که اکنون منقرض شده‌است، کرگدن‌های مودار شمالی، کرگدن جاوه، گور، فیل آسیایی، سرووس و سوس به اشتراک گذاشته باشند. اورانگوتان‌های ویتنام در سایر مناطق سرزمین اصلی آسیا، احتمالاً در کنار مجموعه وسیعی از نخستی‌ها از جمله لانگورهای مختلف، راینوپیتکوس و میمون‌های کوچکتر زندگی می‌کردند.